# Драгутин Врджюка
Драгутин Врджюка (сербохорв. Dragutin Vrđuka, нар. 3 квітня 1895, Загреб — пом. 23 січня 1948, Загреб) — югославський футболіст, що грав на позиції воротаря.
Виступав, зокрема, за клуб «Граджянскі», а також національну збірну Югославії.
Чемпіон Югославії.

## Клубна кар'єра
У дорослому футболі дебютував 1912 року виступами за команду клубу «Граджянскі», кольори якої і захищав протягом усієї своєї кар'єри гравця, що тривала чотирнадцять років.
Помер 23 січня 1948 року на 53-му році життя у місті Загреб.

## Виступи за збірну
У 1920 році дебютував в офіційних матчах у складі національної збірної Югославії. Протягом кар'єри у національній команді, яка тривала 5 років, провів у формі головної команди країни лише 7 матчів, пропустивши 35 голів.
У складі збірної був учасником футбольного турніру на Олімпійських іграх 1920 року в Антверпені, футбольного турніру на Олімпійських іграх 1924 року у Парижі.

## Титули і досягнення
- Чемпіон Югославії (1):

«Граджянскі»: 1923